# دهستان صاحب
دهستان صاحب نام دهستانی در بخش زیویه شهرستان سقز، استان کردستان در ایران است. براساس سرشماری مرکز آمار ایران در سال ۱۳۸۵، جمعیت آن ۴۸۴۵ نفر (۹۹۵ خانوار) بوده‌است.